# Bacteriocito
Un bacteriocito (en griego, célula bacteriana), también conocido como miccetocito, es un adipocito especializado que se encuentra principalmente en ciertos grupos de insectos como pulgones, moscas tsetsé, cucarachas alemanas y gorgojos. Estas células contienen organismos endosimbióticos como bacterias y hongos, que proporcionan aminoácidos esenciales y otras sustancias químicas a su huésped. Los bacteriocitos pueden agregarse a un órgano especializado llamado bacterioma.
La endosimbiosis con microorganismos es común en insectos. Más del 10% de las especies de insectos dependen de las bacterias intracelulares para su desarrollo y supervivencia. Los endosimbiontes y sus relaciones con sus anfitriones son diversos tanto funcionales como genéticamente. Sin embargo, la célula huésped en la que residen los endosimbiontes bacterianos y fúngicos se desconoce en su mayor parte.

## Ubicación
La ubicación de los bacteriocitos varía según el tipo de insecto y endosimbionte. Estas células a menudo habitan en los cuerpos grasos dentro del epitelio del intestino medio. La proximidad al sistema digestivo de los insectos facilita la absorción de los nutrientes producidos por los bacteriocitos. Sin embargo, los bacteriocitos infectados por hongos y algunos bacteriocitos infectados por bacterias a veces pueden poblar el hemocele, una cavidad que contiene sangre entre los órganos de la mayoría de los artrópodos.

## Desarrollo

### Transmisión de endosimbiontes

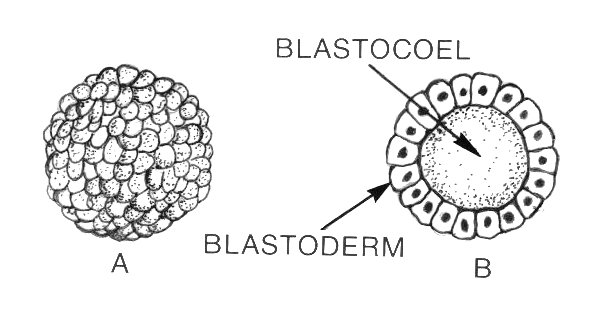
Se cree que la transmisión vertical de endosimbiontes de los bacteriocitos maternos ocurre en la etapa de desarrollo de la blástula.

La transferencia de microorganismos bacteriocitos se produce a través de la transmisión vertical de la madre a la descendencia. La transmisión horizontal o la infección no suele aparecer porque los insectos con bacteriocitos dependen en gran medida de sus relaciones simbióticas para sobrevivir. Los huéspedes sin bacteriocitos no suelen sobrevivir ni reproducirse hasta la edad adulta. En algunos casos, las bacterias y hongos se transmiten en el huevo, como en Buchnera; en otros, como Wigglesworthia, se transmiten a través de una sustancia lechosa que se alimenta al embrión del insecto en desarrollo. La supresión del gen Ultrabithorax en embriones condujo a la desaparición de bacteriocitos en Nysius plebius, mientras que la manipulación del gen Antennapedia afectó la formación de bacteriomas, pero no detuvo la formación de bacteriocitos por completo.
Aunque la transmisión vertical de los simbiontes es fundamental, los mecanismos subyacentes y celulares de este proceso son relativamente desconocidos. Sin embargo, hay varias hipótesis existentes. Una teoría es que los microorganismos que circulan en la hemolinfa de la madre migran a una región posterior de la blástula de la descendencia que contiene células foliculares agrandadas. Otros estudios sugieren que los simbiontes se transfieren directamente del bacteriocito materno a la región folicular de la blástula a través del transporte exocítico y endocítico. Una hipótesis más reciente sugiere que se forma un conducto membranoso entre el bacteriocito materno y la blástula que actúa como puente para los simbiontes. Además, algunos estudios muestran que el reconocimiento de nichos de células madre y la asociación con dineína, quinesina y microtúbulos son cruciales para la transmisión de la línea germinal de los padres a la descendencia, así como la segregación a las células hijas del huésped.

### Crecimiento
El tejido de bacteriocitos crece considerablemente durante el desarrollo de ninfas y larvas, ya que se organiza en dos grupos regulares cerca del intestino y desarrolla cadenas embrionarias. A medida que algunos insectos envejecen, como los pulgones, comienzan a exhibir una arquitectura desorganizada en el tejido de los bacteriocitos. Eventualmente, esta tendencia conduce a una disgregación progresiva del tejido causada por una creciente falta de adhesión intercelular de las células que solo aumenta a medida que el insecto envejece. La desagregación aparece prominentemente en adultos reproductivamente activos así como en adultos senescentes. Algunos núcleos de bacteriocitos, como los de los pulgones, también siguen este patrón de desarrollo. Inicialmente son redondos y de posición central, pero progresivamente se deforman más y se desplazan hacia la periferia de la célula.

### Muerte

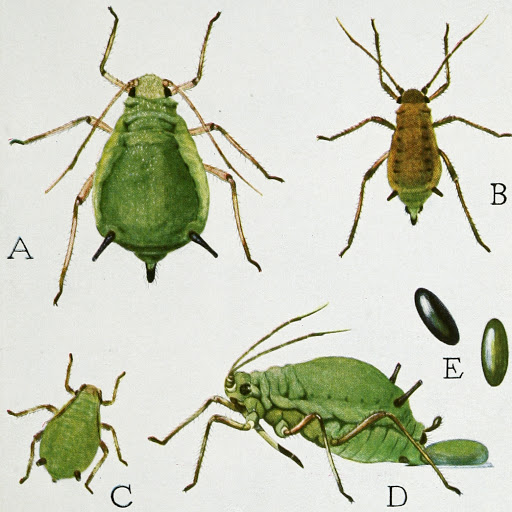
Los áfidos están estrechamente vinculados evolutivamente a sus endosimbiontes y dependen de ellos para sobrevivir durante toda su vida, lo que da como resultado una forma distinta de muerte celular.

Los bacteriocitos pueden sufrir una forma controlada de muerte celular distinta de la apoptosis. La eliminación de bacteriocitos suele comenzar cuando el insecto alcanza la madurez reproductiva. La degeneración de los bacteriocitos comienza con la hipervacuolación citoplasmática, lo que significa que se forma un exceso de orgánulos llamados vacuolas en el citoplasma y luego se expanden progresivamente por toda la célula. Estas vacuolas, que se originan en el retículo endoplásmico, también contienen grandes compartimentos ácidos que se cree que ayudan en la degeneración celular. La hipervacuolación es una característica común en las células que experimentan una muerte autofágica o "autoalimentada". Los bacteriocitos, sin embargo, no experimentan una muerte autofágica basada en la falta de componentes celulares digeridos en las vacuolas. Los bacteriocitos desarrollan algunos orgánulos para descomponer los componentes celulares, llamados autofagosomas, pero la investigación sugiere que su desarrollo es una respuesta de estrés a las condiciones celulares adversas causadas por la hipervacuolación ácida y no contribuye a la muerte celular. Esta forma de muerte de bacteriocitos tampoco es apoptótica, debido a la forma irregular del núcleo adulto, así como a la falta de condensación de cromatina durante la degeneración y otros rasgos característicos. Las pruebas genéticas también revelan una inhibición significativa de la vía apoptótica. Algunas otras características de la muerte celular que se encuentran en los bacteriocitos incluyen la disfunción mitocondrial inducida por ácido, altos niveles de especies reactivas de oxígeno y, en la última fase de la muerte celular, la digestión de los endosimbiontes por parte de los lisosomas.
Otros bacteriocitos, como los que se encuentran en los gorgojos, sufren una forma diferente de muerte celular. A diferencia de los pulgones, los gorgojos pierden sus bacteriocitos en la edad adulta. En estas especies, tanto los mecanismos apoptóticos como los autofágicos eliminan rápidamente los bacteriomas asociados con el intestino. Esta forma de muerte celular es más común en insectos con menor dependencia de sus endosimbiontes. Los áfidos, por otro lado, están estrechamente vinculados evolutivamente a la endosimbiosis bacteriana, lo que resulta en una forma más complicada de muerte celular.

## Función

### Nutrición
La función principal de los bacteriocitos es proporcionar nutrientes indirectamente a su huésped insecto mediante el uso de simbiontes. Los microorganismos alojados en estas células especializadas producen nutrientes esenciales para sus huéspedes a cambio de un entorno cerrado para vivir. La salud de estos endosimbiontes es crucial para la biología del huésped, ya que su presencia cambia el equilibrio del metabolismo de los aminoácidos y la fosforilación mitocondrial. Ambos procesos son esenciales para la capacidad de vuelo y el rendimiento de los insectos. Los insectos que albergan simbiontes se desarrollan mejor cuando se alimentan con una dieta con una proporción más baja de proteínas a carbohidratos que otros insectos porque los simbiontes ya agregan cantidades considerables de nutrientes de aminoácidos y nitrógeno al huésped. Debido a este desequilibrio nutricional, los bacteriocitos son más frecuentes en los insectos que utilizan dietas que consisten en un exceso de un compuesto mientras carecen de algunos nutrientes, como aminoácidos y proteínas.

### Otras funciones
Mientras que algunos endosimbiontes proporcionan alimentos directamente a sus huéspedes, otros secretan enzimas para ayudar en la digestión de materiales que el insecto no puede descomponer por sí mismo, como la madera. Además, se sabe que algunos endosimbiontes de bacteriocitos cumplen una función inmunológica para preparar el sistema inmunológico, especialmente contra los tripanosomas.

## Ejemplos

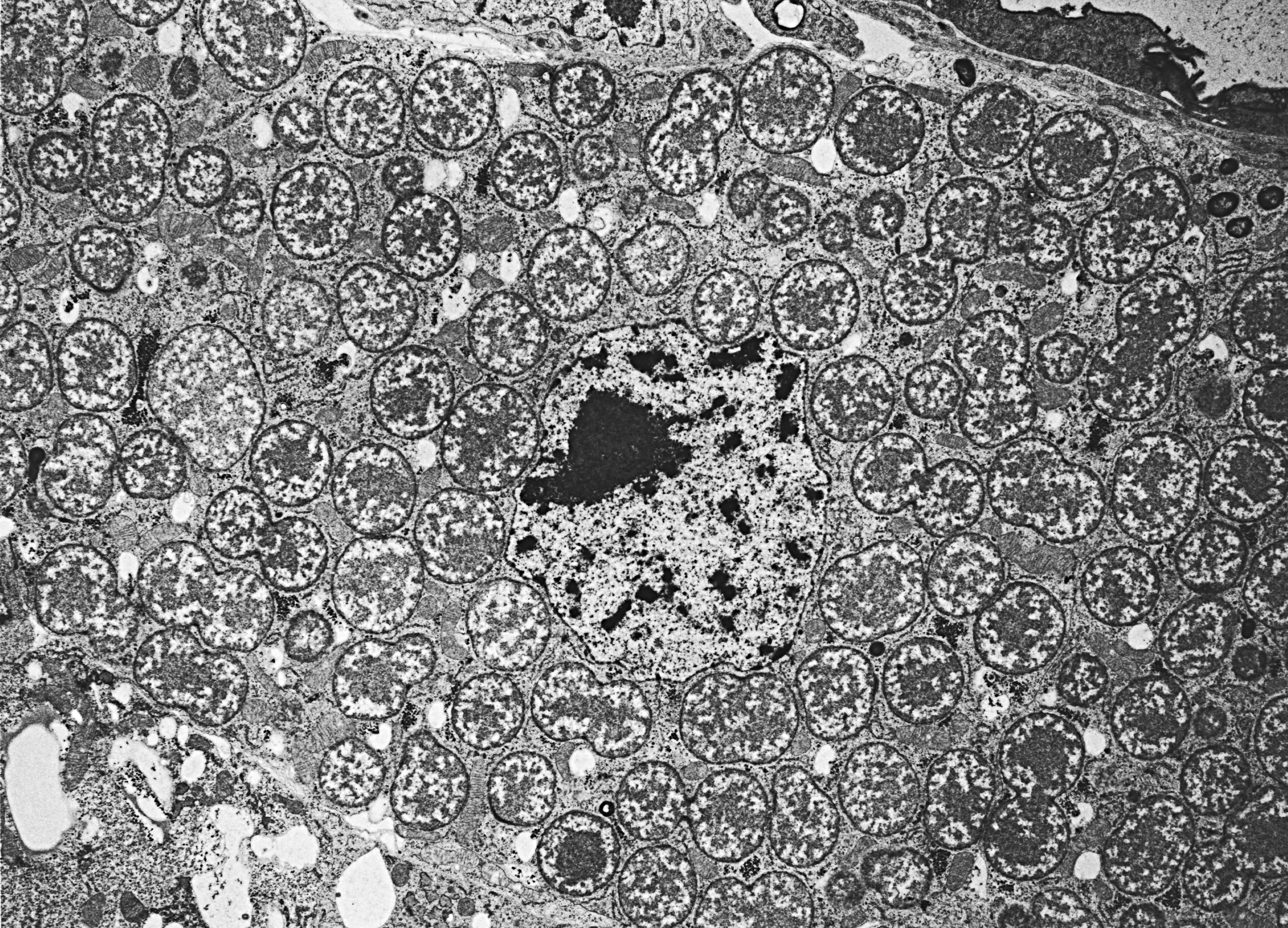
Simbiontes (Buchnera aphidicola) dentro de un bacteriocito de un pulgón del guisante (Acyrthosiphon pisum). El objeto central es el núcleo huésped; Las células de Buchnera son redondas y están empaquetadas en el citoplasma.

### Pulgones
Se ha estudiado el desarrollo de bacteriocitos de áfidos (Acyrthosiphon pisum) con las células huésped que contienen la bacteria endosimbiótica Buchnera aphidicola . Los bacteriocitos de pulgones tienen una subpoblación de bacteriocitos que se elige antes de la transmisión materna de la bacteria al embrión. Incluso más adelante, en la vida del pulgón, se selecciona una segunda población de células adiposas para convertirse en bacteriocitos. El desarrollo de bacteriocitos se ha mantenido en pulgones durante 80 a 150 millones de años.

### Moscas tsetsé
El endosimbionte más destacado y vital de la mosca tsetsé es la bacteria Wigglesworthia glossinidia. Estas bacterias se alojan en los bacteriocitos de la mosca y producen vitaminas B (B1, B6 y B9). La propia mosca tsetsé carece de la capacidad de obtener estos nutrientes debido a su dieta hematófaga. La población de W. glossinidia en las glándulas mamarias maternas también ayuda a preparar el sistema inmunológico durante la etapa larvaria. Las moscas tsetsé con bacteriocitos que contienen W. glossinidia son menos susceptibles a la infección por tripanosomas más adelante en la vida.